# Мировой океан (мифология)

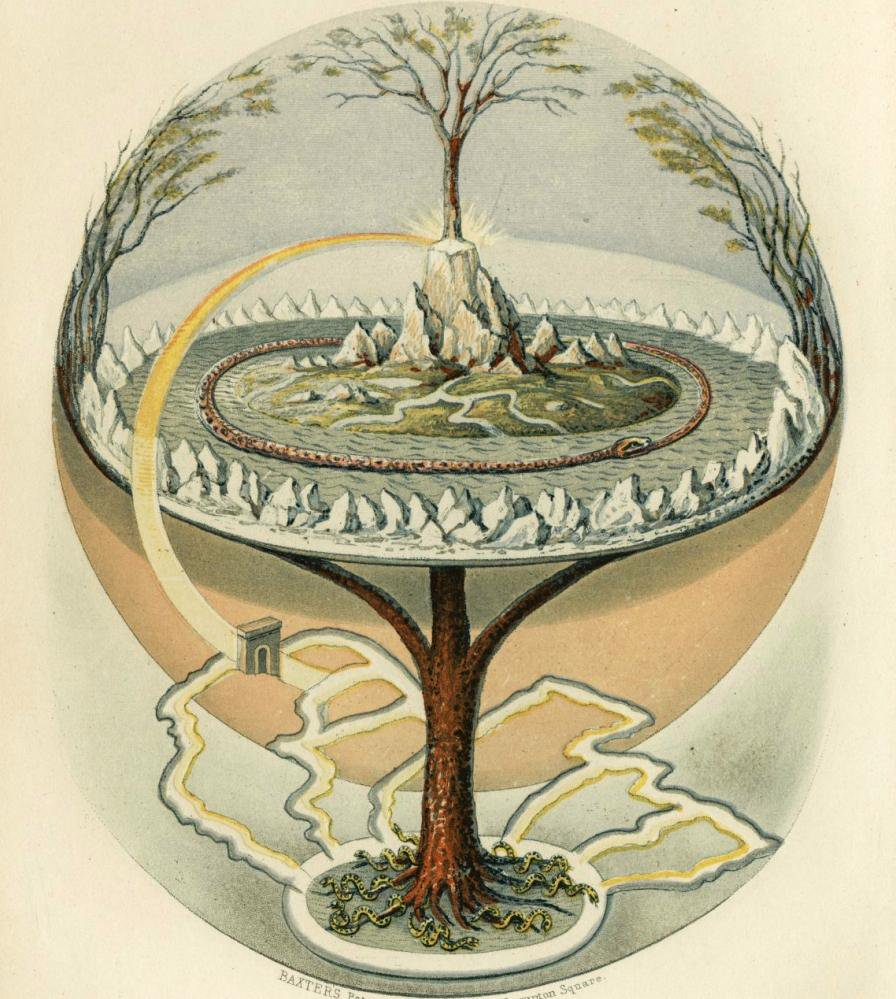
Скандинавское мировое древо Иггдрасиль и мировой океан, в котором плавает мировой змей Ёрмунганд. 1847

Мировой океан или океан — в мифопоэтической традиции первичные, первозданные воды, из которых возникли земля и весь космос. В архаичных представлениях — одно из основных воплощений хаоса или сам хаос. Выступает как стихия и заполняемое стихией пространство, в различных олицетворённых формах (в облике божественных персонажей и связанных с хаосом чудовищ), а также как абстрактный умозрительный принцип.
Океан был «вначале», до творения, которое ограничило океан во времени и в пространстве. Космосу (или земле) предстоит погибнуть в результате катаклизма от океана, его вод, и воды океана снова станут единственной стихией в мире.
Космогонической концепции первичности океана соответствует космологическая модель суши, окружённой мировым океаном. Небо, при этом, часто мыслится чем-то наподобие верхнего моря.
Представление о водяном хаосе лежит и в основе широко распространённого мотива всемирного потопа, имевшего место в начальные времена. Появление земли из воды, обуздание всемирного потопа или подземных вод обычно представляются фактором космического упорядочивания.

## Характеристика
Как пребывающее в хаотическом движении первовещество океан находится везде. Он безграничен, не упорядочен, не организован, аморфен, безвиден, опасен, ужасен. В некоторых мифах отмечается его какофоничность, противопоставленная упорядоченному ритму моря.
Хаос может конкретизироваться как вода или неорганизованное взаимодействие воды и огня, а превращение хаоса в космос — как переход от воды к суше. Во многих древнейших космогонических мифах океан и хаос равнозначны и неотделимы друг от друга. Согласно этой концепции, океан остаётся вне космоса и после возникновения последнего. При этом способность океана к порождению реализуется в появлении из него земли и в нахождении в глубине океана мифологического существа, способствующего порождению или, напротив, ревностно защищающего «старый порядок» и препятствующего началу цепи рождений из океана.

## Некоторые общие мотивы
Ю. Е. Берёзкин и Е. Н. Дувакин обобщают мотив первичных вод следующим образом: «Воды первичны. Земля спущена на воду, появляется над водой, вырастает из кусочка твёрдой субстанции, помещённого на поверхность воды или жидкой грязи, из островка в океане, обнажается, когда воды схлынули, и т. п.».
Представление о первичности морской стихии, из недр которой возникает или создаётся земля, имеет универсальный характер. Это представление присутствует почти во всех мифологиях мира, начиная с австралийской. Значительно реже имеется мотив возникновения мира в результате взаимодействия двух стихий воды или льда с огнём. Типичные примеры — скандинавская и иранская мифологии.

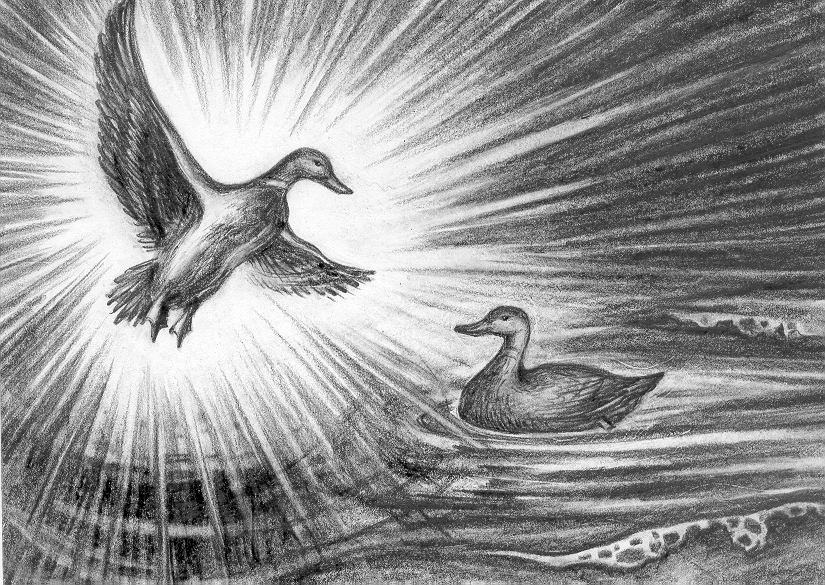
Марийские Кугу-Юмо и его брат Йын (Керемет) в образе селезней творят мир на водах мирового океана

Мотив происхождения мира из яйца иногда коррелирует с мотивом ныряльщика, водоплавающей птицы, добывающей из моря ил, из которого постепенно создаётся суша. В тотемических мифах люди-птицы часто предстают в качестве фратриальных предков, что могло способствовать развитию подобного мотива.
Птица-ныряльщик, вылавливающая комочек земли из первичного океана, часто фигурирует в мифологиях американских индейцев и сибирских народов. В полинезийской мифологии Мауи вылавливает рыб-острова. В скандинавской мифологии асы поднимают землю или один только громовник Тор вылавливает со дна океана «змея средней земли». В древнеегипетской мифологии земля сама выходит на поверхность в виде холмика. Этот специфический мотив соответствует картине разлива Нила. Первичный холм отождествляется с солярным богом Ра-Атумом. В брахманах говорилось о том, что Праджапати извлёк землю из воды, приняв вид вепря.
Во многих мифологиях азиатских стран, в которых присутствует образ бесконечного и вечного первозданного океана или моря, имеется мотив сотворения земли небесным существом, спустившимся с неба и мешающем воду океана железной палицей, копьём или другим предметом, в результате чего возникает сгущение, дающее начало земле. Подобный миф творения присутствует в монгольской традиции. В японской мифологии острова Японии возникли из грязной пены, поднятой при мешании вод океана копьём божественного персонажа (Идзанаги и Идзанами). В мифологиях монгольских народов роль уплотнителя вод океана выполняет ветер, создающий из них особую молочную субстанцию, становящуюся земной твердью. По представлениям калмыков, из этой молочной жидкости первоначального океана (моря) со временем родились растения, животные, люди и боги. Эти версии обнаруживают связь с индийским мифом о пахтанье Молочного океана.

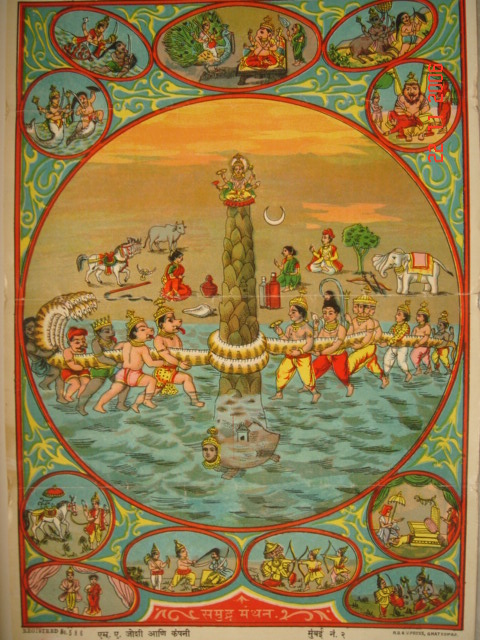
Пахтанье Молочного океана и полученные при нём 14 сокровищ. Литография 1910-х годов

Этот миф содержит мотив противоборства стихий воды и огня. В результате быстрого вращения загорается мутовка — гора Мандара, но деревья и травы испускают свои соки в подсыхающий океан. С этим мотивом перекликаются тунгусские мифы о творении земли небесным существом, которое с помощью огня иссушает часть первозданного океана, отвоёвывая таким образом место для земли. Мотив борьбы воды и огня в связи с темой мирового океана имеется и в других традициях.
Мифы о мировом океане повсеместно сопровождаются мифами о его сдерживании, когда уже создана земля, и мифами о попытках океана вернуть себе безраздельное господство. В китайской мифологии имеется идея гигантской впадины или ямы, определяющей направление вод океана и забирающей излишки воды. В мифологии народов мира присутствуют многочисленные сказания о потопе.
Известно противопоставление двух типов мифов (например, в Океании) — о земле, тонущей в океане, и об отступлении океана или моря. Примером первого типа может служить легенда о возникновении острова Пасхи, записанная на этом острове. В нганасанском мифе творения сначала земля сплошь была покрыта водой, потом вода спадает и обнажает вершину шайтанского хребта Койка-моу. На эту вершину падают два первых человека — мужчина и женщина. В полинезийском мифе творения (острова Туамоту) творец Тане, «Проливающий воды», сотворил мир в водах владыки вод Пуне и призвал свет, положивший начало творению земли.
Распространён мотив космогонической борьбы со змеем (драконом) в плане подавления водяного хаоса. Змей в большинстве мифологий связан с водой, часто как её похититель. Он угрожает либо наводнением, либо засухой, то есть нарушением меры, водяного «баланса». Поскольку космос отождествляется с порядком и мерой, хаос ассоциируется с нарушением меры. Египетский Ра-Атум борется с подземным змеем Апопом, индийский Индра — с Вритрой, принявшим вид змея, месопотамские Энки, Нинурта или Инанна — с хозяином преисподней Куром, иранский Тиштрий (Сириус) — с дэвом Апоши. Апоп, Вритра, Кур и Апоши задерживают космические воды. Энлиль или Мардук побеждает принявшую вид дракона прародительницу Тиамат, супругу Апсу, персонификацию тёмных вод хаоса. В Библии имеются намёки на борьбу Бога с драконом или чудесной рыбой, представляющей также водяной хаос (Рахаб, Техом, Левиафан). Героическая борьба Юя с космическим потопом завершается убийством коварного хозяина воды Гунгуна и его «приближённого» — девятиголового Сянлю.
Переход от бесформенной водяной стихии к суше — важнейший акт, необходимый для превращения хаоса в космос. Следующий шаг в этом же направлении — отделение неба от земли, которое, возможно, в сущности совпадает с первым актом, если учесть первоначальное отождествление неба с мировым океаном. Но именно повторение акта — вначале вниз, а затем — вверх — привело к выделению трёх сфер — земной, небесной и подземной, что представляет собой переход от двоичного деления к троичному. Средняя сфера, земля, противостоит водному миру внизу и небесному наверху. Возникает трихотомическая схема космоса, включающая необходимое пространство между землёй и небом. Это пространство часто представляется в образе космического древа. Земля и небо почти повсеместно представлены как женское и мужское начала, супружеская пара, стоящая в начале теогонического или теокосмогонического процесса. При этом женское начало иногда ассоциируется со стихией воды и с хаосом; обычно оно мыслится на стороне «природы», а не «культуры».
Мифические существа, персонифицирующие хаос, побеждённые, скованные, низверженные, часто продолжают существовать на окраинах космоса, по берегам мирового океана, в подземном «нижнем» мире, в некоторых особых частях неба. Так, в скандинавской мифологии инеистые великаны предшествуют асам во времени, а в пространстве размещаются на окраине земного круга, в холодных местах, вблизи мирового океана.

## Шумерская мифология

Клинописный символ-обозначение Абзу

В шумерской мифологии присутствовал образ первоначальной морской бездны — Абцу, на месте которой устроил себе жилище самый деятельный из богов Энки, представляющий землю, пресную воду и земледелие на поливных землях. Вначале все мировое пространство было заполнено океаном, который не имел ни начала, ни конца. Вероятно, считалось, что он вечен. В его недрах таилась праматерь Намму. В её чреве возникла космическая гора в виде полушария, впоследствии ставшая землёй. Дуга из блестящего олова, опоясывающая полушарие по вертикали, позднее стала небом. В вавилонской версии в бесконечном первозданном Океане не было ничего, кроме двух чудовищ — праотца Апсу и праматери Тиамат.

## Египетская мифология

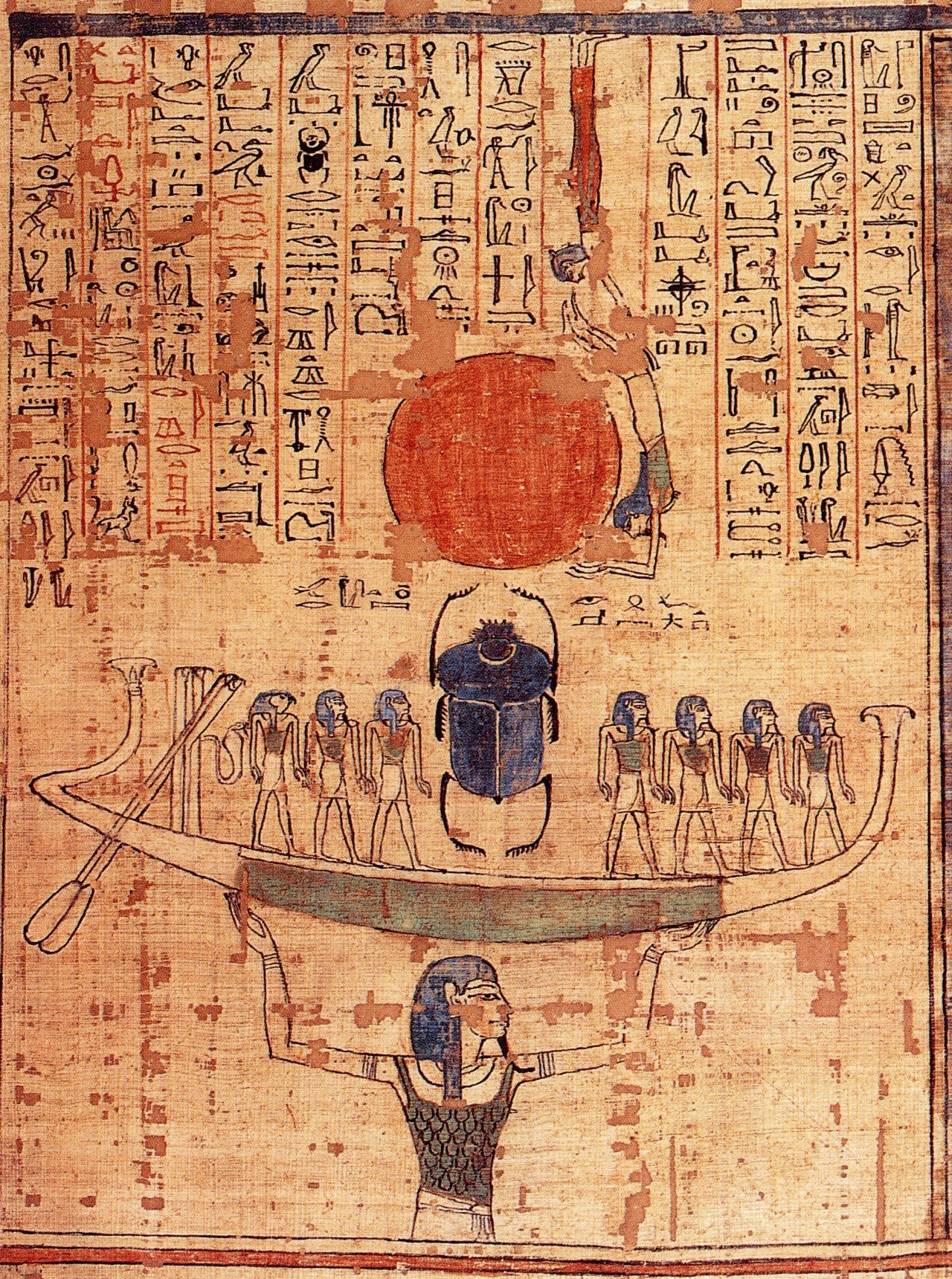
Нун поднимает ладью бога Ра в небо в начале времён. Около 1050 года до н. э.

В древнеегипетской мифологии понятие хаоса этимологически связано с мраком (кек), но речь идёт прежде всего о водяном хаосе в виде первичного океана (Нун) или — в гермопольской версии — пяти божественных пар, представляющих разные его аспекты. Водяному хаосу противостоит выступающая из него первая земная кочка-холмик, с которой в Гелиополе ассоциируется Атум (как Ра-Атум), а в Мемфисе — Птах. Изначально существующий океан персонифицируется в образе «отца богов» Нуна. Из первозданного океана Нуна сам себя создаёт первозданный, изначальный, нерукотворный владыка Атум, который затем творит из Нуна небо, землю, змей и др. В историческую эпоху океан, помещавшийся под землёй, давал начало реке Нилу. В гераклеопольской версии мифа отмечена внутренняя связь океана с хаосом.

## Индийская мифология

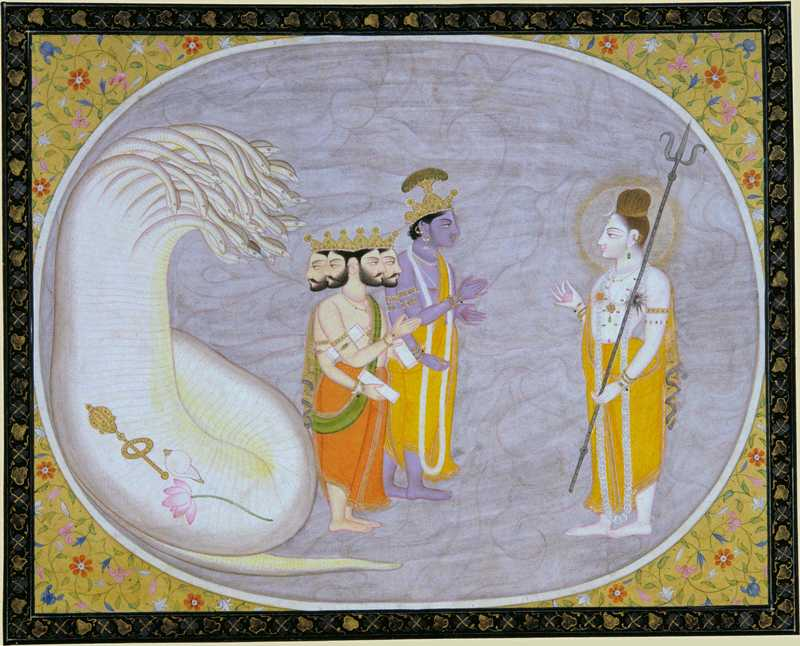
Мировой океан порождает Брахму, Вишну и Шиву. Манди (Пенджаб, Северная Индия, 1835). Бумага, акварель, золото. Музей Сан-Диего, коллекция Эдвина Бинни III.

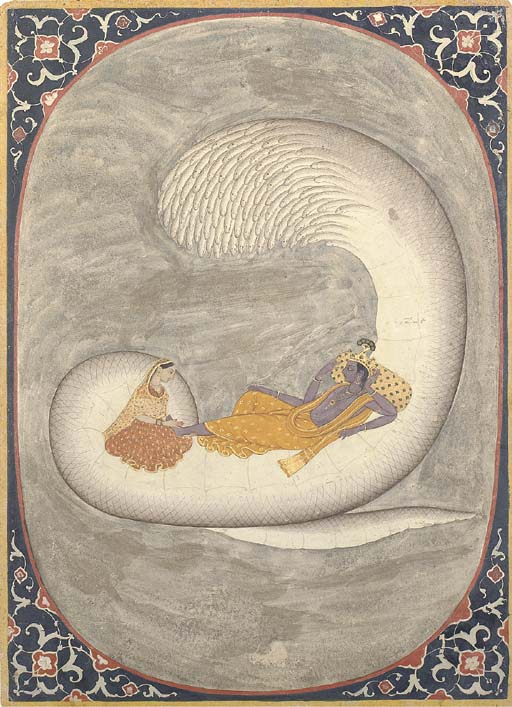
Вишну отдыхает на Шеше. XVIII век

В индийской мифологии имеется представление о тьме и о бездне (асат), но также о порождённых ночью или хаосом первичных водах. Древнеиндийские мифы о мировом океане содержат как типические, так и оригинальные мотивы. В гимне о сотворении мира (PB X 129) изначальное состояние вселенной представлено как отсутствие сущего и не сущего, воздушного пространства и неба над ним, смерти и бессмертия, дня и ночи, но наличие воды и беспорядочного движения. В водах извечного океана присутствовало жизнедеятельное начало, порождённое силой жара и породившее всё остальное. Гимн о космическом жаре (PB X 190) содержит другую версию: «Закон и истины родились из воспламенившегося жара… Отсюда — волнующийся океан. Из волнующегося океана родился год, распределяющий дни и ночи». «Ригведа» многократно упоминает порождающую силу океана («многородный», он ревёт при своём первом распространении, порождая творения, носитель богатств), тысячи его потоков, текущих из глубины, говорится о том, что океан — супруг рек. Космический океан образует рамку космоса, отделяющую его от хаоса. Океан олицетворяется богом Варуной. Варуна связан как с разрушительной и бесконтрольной силой вод мирового океана, так и с плодоносящими водами, несущими людям богатство.
Для индийской мифологии характерен образ бога-творца (Брахмы или Вишну), плавающего по первичным водам в цветке лотоса, на драконе Шеше.

## Греческая мифология

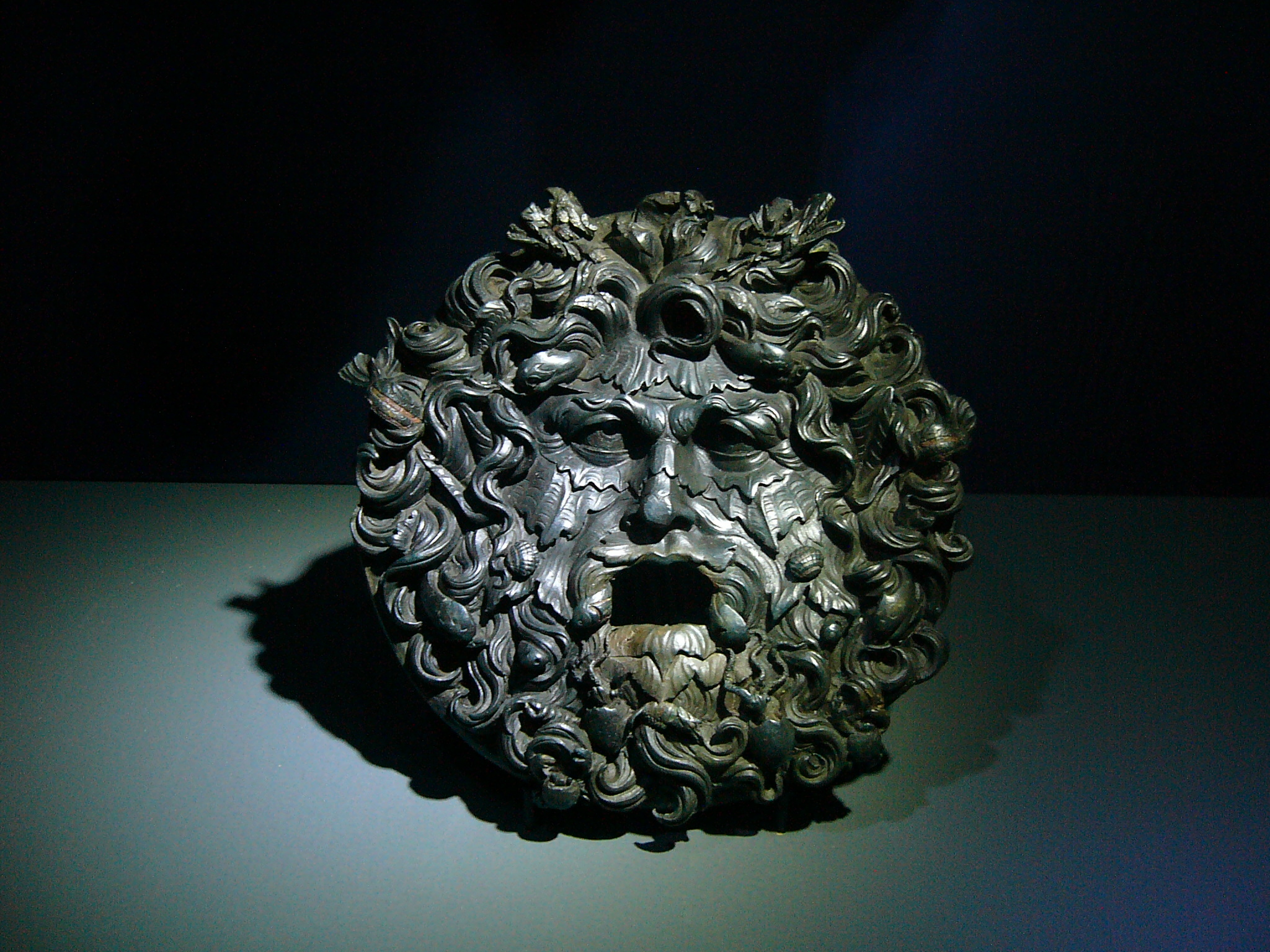
Голова Океана. II—III век н. э.

География мира по Гекатею, VI век до н. э.

Представления древнегреческой мифологии об океане демонстрируют типологически более продвинутый этап, когда образ океана становится объектом «преднаучных» исследований и натурфилософских построений. Океан представляется в первую очередь как величайшая мировая река (Hom. Il. XIV 245), окружающая землю и море, дающая начало рекам, источникам, морским течениям (XXI 196), приют солнца, луны и звёзд, которые из океана восходят и в него же заходят (VII 422; VIII 485). Река Океан соприкасается с морем, но не смешивается с ним. На крайнем западе Океан омывает границы между миром жизни и смерти.
У Гомера Океан безначален, однако у Гесиода говорится о «ключах океанских», у которых был рождён конь Пегас, получивший от них своё имя (Hes. Theog. 282). У Гомера и Гесиода Океан — живое существо, прародитель всех богов и титанов (Hom. Il. XIV 201, 246), но и у Океана имелись родители. Согласно Гесиоду, Океан — сын старейших из титанов Урана и Геи (Hes. Theog. 133). Океан — брат и супруг Тефиды, от которой он родил все реки и источники — три тысячи дочерей — океанид (Hes. Theog. 346—364) и столько же сыновей — речных потоков (Hes. Theog. 367—370). Боги почитают Океана как престарелого родителя, заботятся о нём, хотя он живёт в уединении. Океан не участвовал в битве титанов против Зевса и сохранил свою власть и доверие олимпийских богов. Океан — отец Метиды, мудрой супруги Зевса (Apollod. I 2, 1). Известен своим миролюбием и добротой (Океан пытался безуспешно примирить Прометея с Зевсом; Aeschyl. Prom. 284—396). У Геродота содержится критика мифологической концепции Океана как поэтического изобретения (Herodot. II, 23, ср. также IV 8, 36 и др.). Еврипид называл Океан морем (Eur. Orest. 1376). С этого времени утверждается тенденция к различению большого внешнего моря — Океана и внутренних морей. Позже и Океан начинает делиться на части: Эфиопский, Эритрейский, Галльский, Германский, Гиперборейский Океан и др.

## Библия

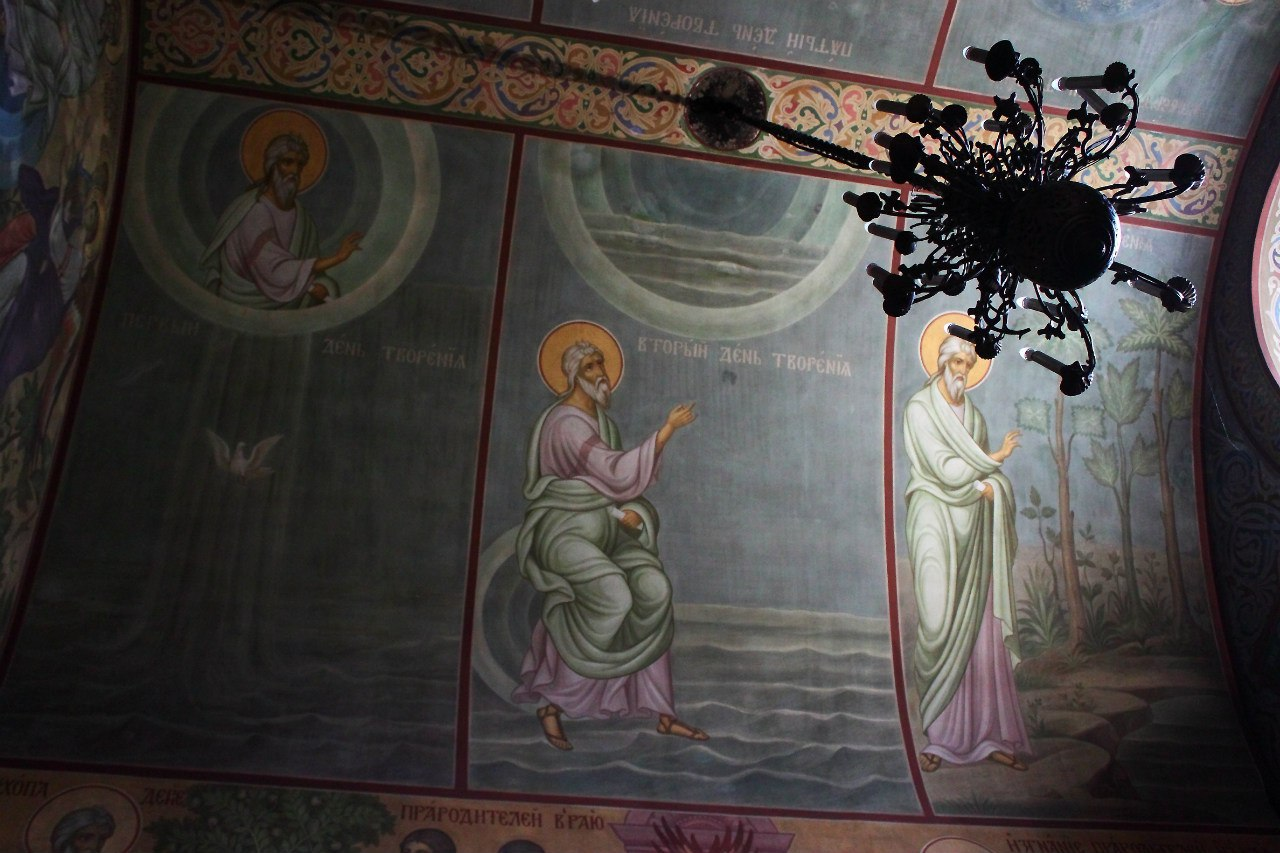
Первые три дня творения. Фреска в Софийском соборе, Новгород, XIX век

По книге Бытия Дух Божий носился над водой. После разделения света и тьмы, на второй день творения по слову Божьему посреди воды возникает небесная твердь. Затем, на третий день по Его слову вода под небом собирается в одно место и появляется суша:

Дух Божий носился над водою… И сказал Бог: да будет твердь посреди воды, и да отделяет она воду от воды. [И стало так.] И создал Бог твердь, и отделил воду, которая под твердью, от воды, которая над твердью. И стало так. И назвал Бог твердь небом. [И увидел Бог, что это хорошо.] И был вечер, и было утро: день второй. И сказал Бог: да соберётся вода, которая под небом, в одно место, и да явится суша. И стало так. [И собралась вода под небом в свои места, и явилась суша.] 10 И назвал Бог сушу землёю, а собрание вод назвал морями.
— Быт. 1:2—10
Согласно Второму посланию апостола Петра, мир создан из воды и по данной эсхатологической концепции погибнет от огня: 

…вначале словом Божиим небеса и земля составлены из воды и водою: потому тогдашний мир погиб, быв потоплен водою. А нынешние небеса и земля, содержимые тем же Словом, сберегаются огню на день суда и погибели нечестивых человеков.
— 2Петр. 3:5—7

## Средние века и Новое время

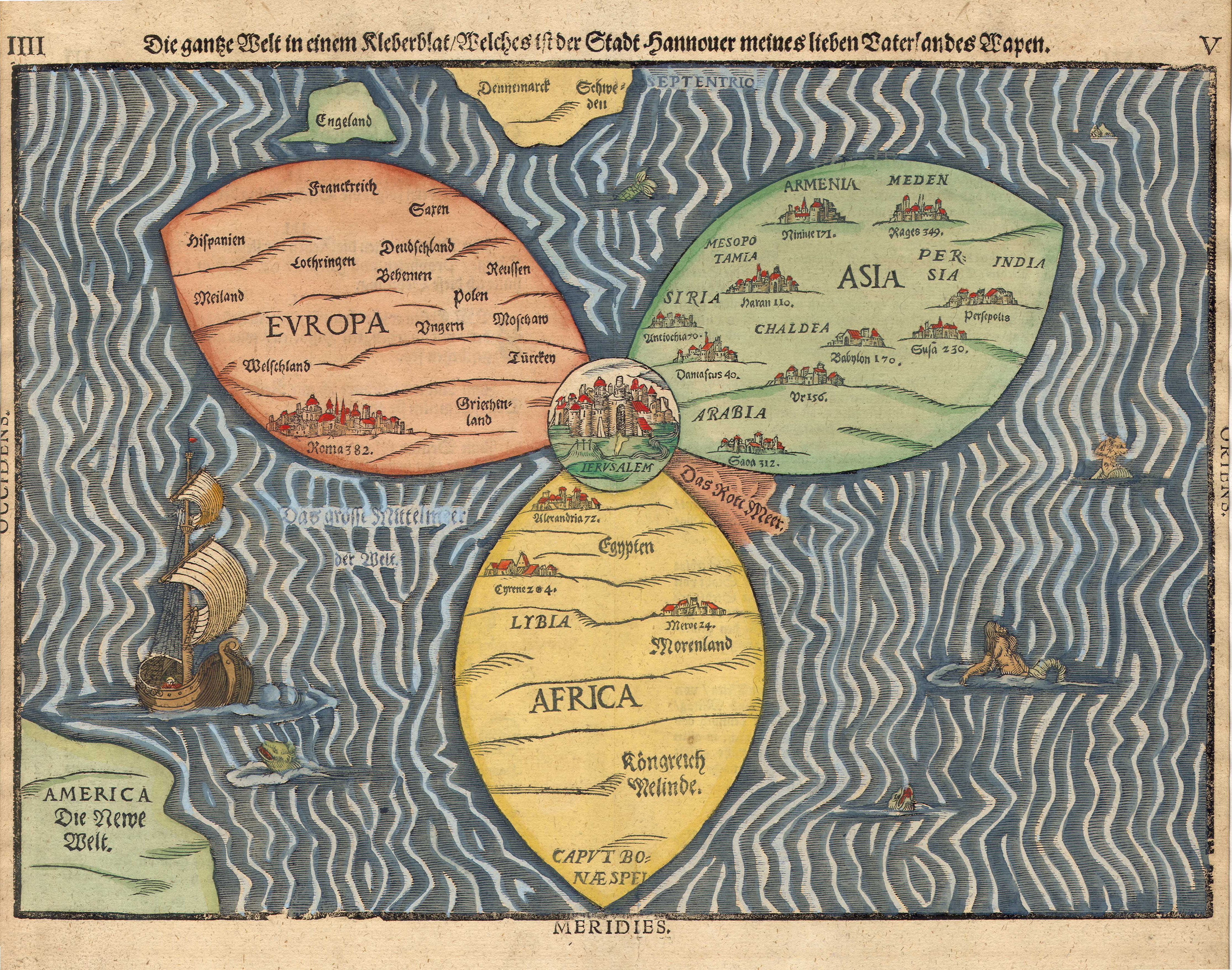
Карта Бюнтинга. Генрих Бюнтинг. 1581

В Средние века океан известен главным образом со своей мифологизированной стороны — его гипертрофированные размеры и опасности, населяющие его чудовища, кромешная тьма и др.
В эпоху Великих географических открытий (с XV века) прежде всего среди мореплавателей складывается особый вариант океанической (морской) мифологии, представляющая собой синтез мотивов, связанных с опасностью океана, и новых мотивов, отражающих опыт морских путешествий (невиданные страны и люди, заколдованные острова, сказочные сокровища, таинственные корабли без экипажа, с покойниками, наподобие «Летучего голландца» и др.).

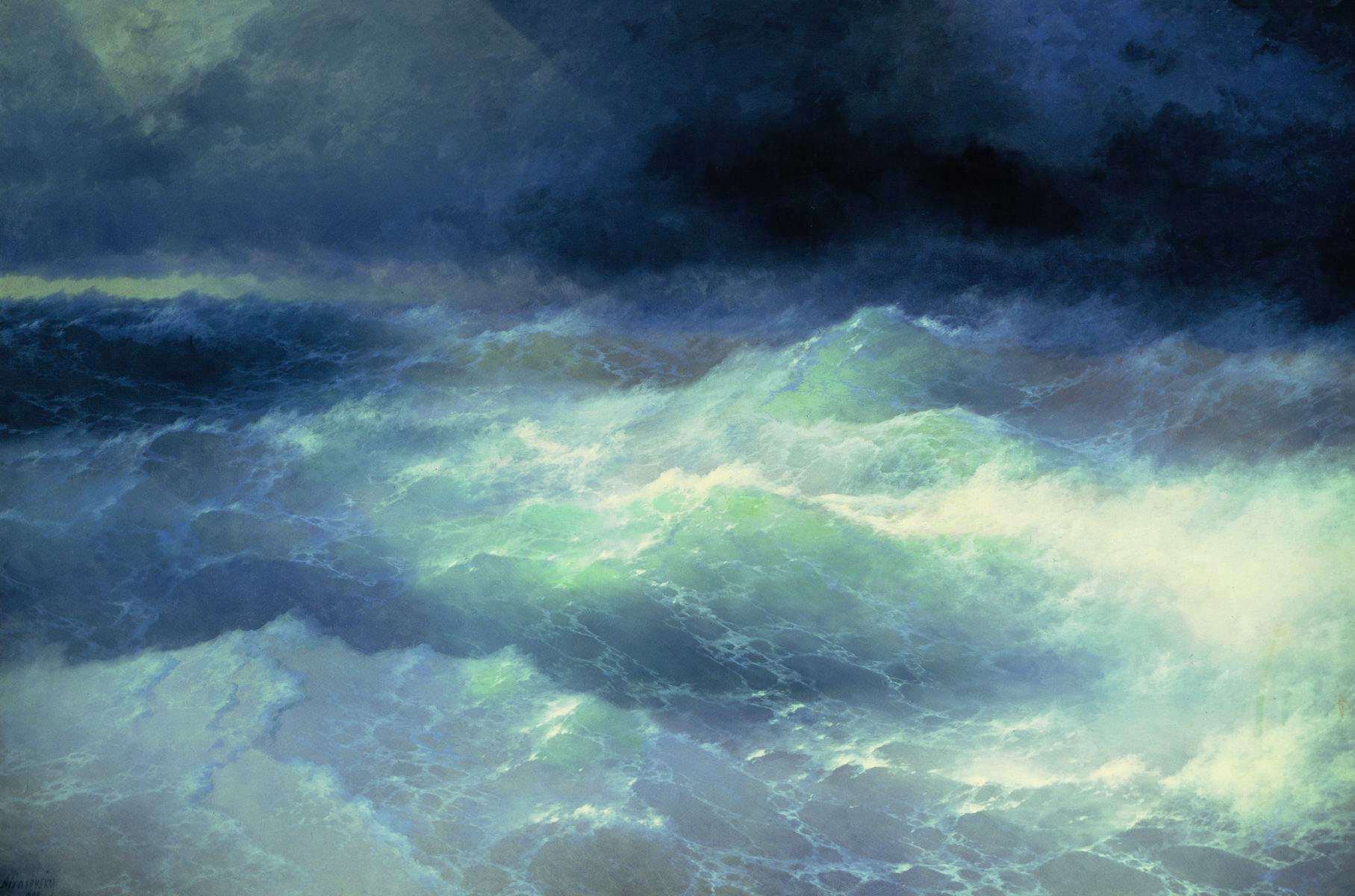
«Среди волн». Иван Айвазовский. 1898

Романтическая традиция развивает главным образом два круга тем, связанных с океаном и его водами: человек и море (полностью отождествляется с океаном) — в плане антитезы с постепенно вырисовывающейся идеей родства в свободе (И. В. Гёте, Г. Гейне, Дж. Байрон, П. Шелли, Дж. Китс, В. Гюго, Ш. Бодлер, В. А. Жуковский, А. С. Пушкин, М. Ю. Лермонтов, Ф. И. Тютчев и др.) и вода как первородная космическая творящая стихия (вода как стихия слияния, сладострастия у Новалиса — «Ученики в Саисе»; тема воды во второй части «Фауста» Гёте; мифологема воды и огня там же, позже — у Р. Вагнера).
Ф. И. Тютчев в стихотворении «Последний катаклизм» писал:
Когда пробьёт последний час природы,

Состав частей разрушится земных:

Всё зримое опять покроют воды

И Божий лик изобразится в них».
Сходные архаические и романтические представления об океане охватывают эпоху, когда демифологизирующийся образ океана превращается в элемент полумифологизированного пространства. При этом выделяются многочисленные персонифицированные образы Океана или моря (Посейдон, Нерей, нереиды, среди них — мать Ахилла Фетида, Амфитрита, Понт, Форкис, Тавмант, Тритон, Афродита Понтия др. у древних греков; Маруты у древних индийцев).
В современных фантастике и фэнтези мотив океана как чуждого человеку первородного хаоса развит в мифах Ктулху Говарда Лавкрафта.